# Gurania annulata
Gurania annulata är en gurkväxtart som beskrevs av Henry Hurd Rusby. Gurania annulata ingår i släktet Gurania och familjen gurkväxter. Inga underarter finns listade i Catalogue of Life.